# Vicky López
Victoria López Serrano Felix (Madrid, 26 de juliol de 2006), coneguda com a Vicky López, és una futbolista professional espanyola que juga com a migcampista ofensiva i extrem al FC Barcelona i la selecció espanyola. Té pare espanyol i mare nigeriana.

## Carrera esportiva

### Clubs
Vicky va marcar 60 gols en 17 partits durant la temporada de la lliga juvenil 2020-21. Va debutar amb el Madrid CFF el 5 de setembre de 2021 al minut 73 en una derrota a casa per 2-0 de Primera Divisió davant l'Athletic Club essent la futbolista més jove en debutar a la màxima categoria.

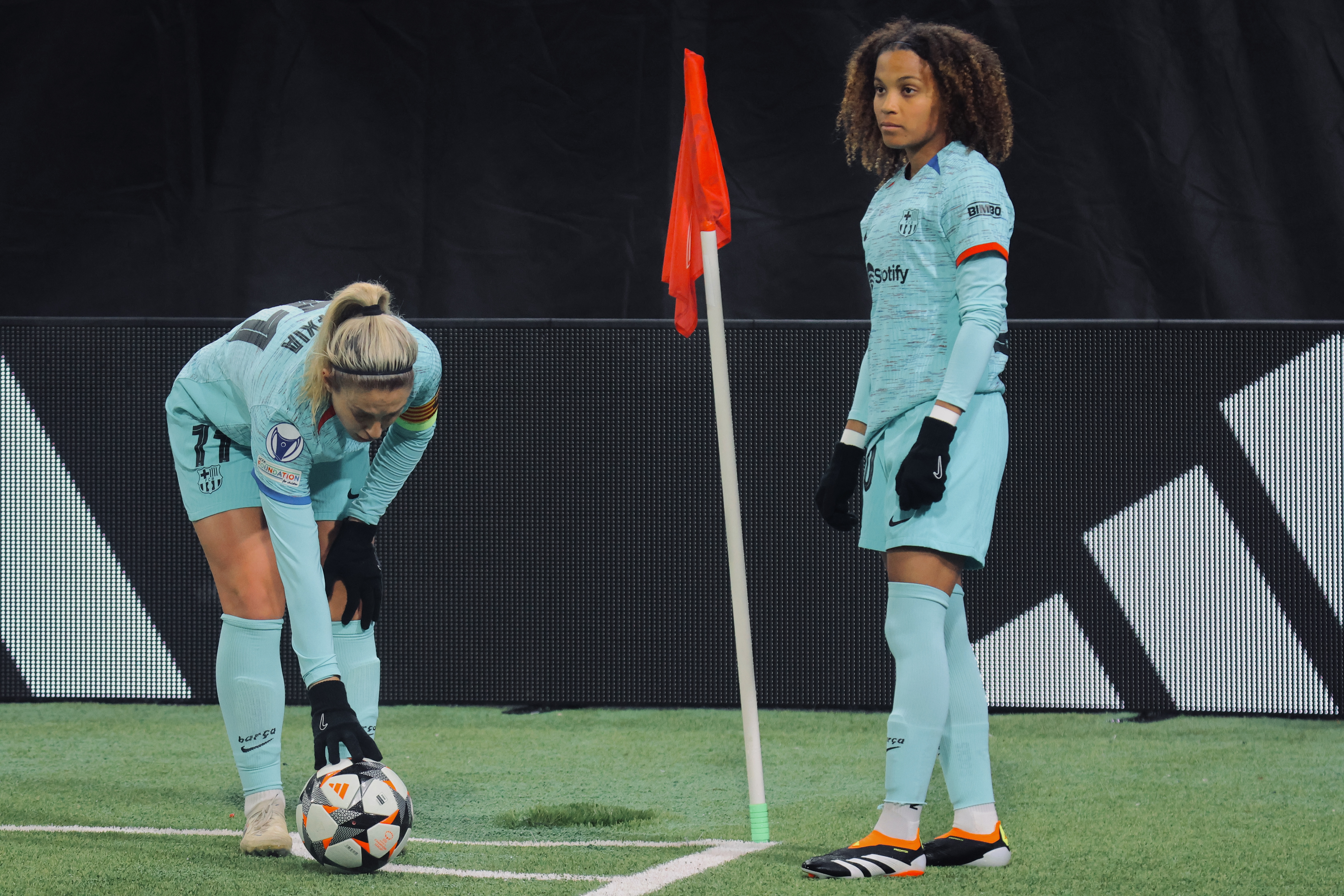
Treient un córner amb Àlexia Putellas

La temporada 2022-23 fitxa pel FC Barcelona Femení on va jugar a l'equip filial fent dinàmica del primer equip; tot i això, en el primer partit oficial de la temporada va debutar amb el sènior, essent la jugadora més jove des de la professionalització de l'equip el 2015 en fer-ho, amb 16 anys, 1 mes i 19 dies, superant a Clàudia Pina. Una altra marca batuda fou ser la debutant més jove del Barça a la Lliga de Campions Femenina de la UEFA als 16 anys i 148 dies superant la marca de l'equip masculí d'Ansu Fati (16 anys 321 dies), posteriorment fou batuda per Lamine Yamal (16 anys i 68 dies). El 25 de gener del 2023 va marcar el seu primer gol amb el primer equip en un partit de lliga a l'Estadi Johan Cruyff contra el FC Llevant les Planes, i es va convertir en la golejadora més jove de la història del Barça Femení en aquesta competició.
En la 2023-24, López encara tenia fitxa del filial, però va estar sempre en dinàmica del sènior. Va gaudir de minuts de qualitat en una temporada en què l'equip va aconseguir el triplet, aixecant Copa, Lliga i Champions. Tot seguit, va formar part de l'equip olímpic espanyol a París 2024. En la temporada següent, la migcampista va convertir-se en membre de ple dret del primer equip blaugrana. Gràcies a les seves actuacions durant el 2024, la jugadora madrilenya va rebre el Premi Golden Girl, com la millor futbolista sub-21 d'Europa.

### Internacional
Degut a la seva ascendència nigeriana, va demostrar interès per representar Nigèria, tot i que mai va ser convocada. López ha jugat en diverses categories inferiors de la selecció espanyola, amb la qual va guanyar la Copa del Món sub-17. Va ser convocada per primer cop amb l'absoluta per a disputar la fase final de la Lliga de les Nacions el febrer de 2024. Va disputar com a suplent tant la semifinal, contra els Països Baixos; com la final. contra França, i va aixecar el seu primer títol internacional sènior. L'estiu de 2024, la madrilenya va entrar en la llista per a disputar el torneig de futbol femení dels Jocs Olímpics a París, que l'equip dirigit per Montse Tomé va finalitzar en 4a posició.

## Palmarès

### Clubs
FC Barcelona
- 3 Lliga Espanyola: 2022-23, 2023-24, 2024-25
- 2 Supercopa d'Espanya: 2022-23, 2023-24
- 2 Lliga de Campions: 2022-23, 2023-24
- 2 Lliga Primera Federació: 2022-23, 2023-24
- 1 Copa de la Reina: 2023-24

### Selecció
Sub-17
- 1 Campionat del Món sub-17: 2022

Absoluta
- 1 Nations League: 2024

### Premis individuals
- Golden Girl: 2024[11]